# Bel·lerofòntids
Bellerophontidae és una família extinta de mol·luscs Bellerophontoidea especialitzats i globosos; Visqueren al Paleozoic i al principi del Triàsic dins una posició incerta entre els Gastropoda o els Monoplacophora).
Apareixeren al final del Cambrià i continuaren fins al principi del Triàsic.

## Descripció de la conquilla
La conquilla s'assembla a un Nautilus en miniatura, amb grans espirals arrodonides.

## Taxonomia del 2005
Segons Bouchet i Rocroi 2005:

- Mol·luscs del Paleozoic amb incerta posició sistemàtica
  - Amb conquilles isostoficament enrotllades (Gastropoda o Monoplacophora)
    - superfamília Bellerophontoidea McCoy, 1852 - Bellerophontoidea és l'única superfamília en aquest tàxon.
      - família Bellerophontidae McCoy, 1852
        - subfamília Bellerophontinae McCoy, 1852 - sinònim: Liljevallospiridae Golikov & Starobogatov, 1889
        - subfamília Bucanopsinae Wahlman, 1992
        - subfamília Cymbulariinae Horný, 1963
        - subfamília Knightitinae Knight, 1956

## Gèneres
- subfamília Bellerophontinae
  - gènere Bellerophon Montfort, 1808 - gènere tipus de la subfamília Bellerophontinae

- subfamília Bucanopsinae
  - gènere Bucanopsis Ulrich, 1897 - gènere tipus de la subfamília Bucanopsinae

- subfamília Cymbulariinae
  - gènere Cymbularia Koken, 1896 - gènere tipus de la subfamília Cymbulariinae

- subfamília Knightitinae
  - gènere Knightites Moore, 1941 - gènere tipus de la subfamília Knightitinae

Altres gèneres inclouen:
- Aglaoglypta
- Liljevallospira
- Pharkidonotus
- Prosoptychus
- Ptychobellerophon
- Ptychosphaera